# Pęgów (Basse-Silésie)
Pour les articles homonymes, voir Pęgów.
Pęgów est une localité polonaise de la gmina d'Oborniki Śląskie, située dans le powiat de Trzebnica en voïvodie de Basse-Silésie.